# Temporada 2013 da Australian Football League
A Temporada 2013 da Australian Football League foi 117º edição da temporada de elite do futebol australiano. A competição teve a presença de 18 clubes. Com inicio em março e término em setembro. Os campões foram o Hawthorn Football Club ao vencerem o Fremantle Football Club, na Grand Final.